# Соколов Артем Євгенович
Артем Євгенович Соколов (рос. Артём Евгеньевич Соколов; нар. 1 квітня 2003, Якутськ, Росія) — російський футболіст, півзахисник клубу «Чертаново».

## Клубна кар'єра
Народився в Якутську, вихованець місцевого клубу «Пульс». Першим дорослим клубому у кар'єрі юного півзахисника став «Чертаново». У дорослому футболі дебютував 11 травня 2019 року за «Чертаново-2» в нічийному (0:0) виїзному поєдинку 23-го туру зони «Захід» Першості ПФЛ проти «Знамя Труда». Артем вийшов на поле на 68-й хвилині, замінивши Дмитра Молчанова. Загалом за «Чертаново-2» у Першості ПФЛ провів 2 поєдинки.
За першу команду «Чертаново» дебютував 17 листопада 2019 року в програному (1:3) виїзному поєдинку 24-го туру Першості ФНЛ проти «Хімок». Соколов вийшов на поле на 84-й хвилині, замінивши Єгора Рудковського. Дебютним голом у дорослому футболі відзначився 29 листопада 2020 року на 89-й хвилині переможного (1:0) домашнього поєдинку 25-го туру Першості ФНЛ проти нижньокамського «Нафтохіміка». Артем вийшов на поле на 72-й хвилині, замінивши Сергія Пиняєва.

## Кар'єра в збірній
Виступав за юнацькі збірні Росії різних вікових категорій.